# Командування ССО США «Африка»
Командування спеціальних операцій США «Африка» (англ. Special Operations Command Africa) (SOCAFRICA) — одне з командувань сил спеціальних операцій США і головний орган військового управління для усіх формувань спецоперацій у зоні відповідальності Африканського Командування Збройних сил США, котре здійснює безпосереднє керівництво і застосування основних компонентів сил спеціальних операцій, що входять до її складу.

## Призначення
Командування спеціальних операцій «Африка» відповідає за бойову готовність, всебічну підготовку та забезпечення, навчання, тренування усіх компонентів сил спеціальних операцій від армії, повітряних сил і флоту та планування спеціальних операцій у мирний час та особливий період самостійно або у взаємодії з іншими структурними підрозділами спеціального призначення в Африці.
Командування ССО США «Африка» підпорядковується командувачу Африканського командування ЗС США з питань підтримки визначеного компоненту сил спеціальних операцій у постійній бойовій готовності, навчанні, тренуванні та плануванні спільних та сумісних операцій, зокрема за готовність до участі в контртерористичних операціях. До його складу входять: спеціальне командування «Передній Схід» (Африканський Ріг), спеціальне командування «Передній Захід» (Транссахара), 10-та група ССО ВМС, Повітряний компонент спеціальних операцій «Африка» та підрозділ зв'язку SOCAFRICA.

## Історія
Командування ССО «Африка» веде свою історію від створення 1 жовтня 2008 року у складі Африканського командування ЗС США першого штабного підрозділу, який набув повної оперативної спроможності за рік. Штаб-квартира командування — військова база Келлі-Барракс, поблизу німецького міста Штутгарт. З моменту створення SOCAFRICA перебрало на себе відповідальність за тактичний підрозділ спеціальних операцій на Африканському Розі (англ. Special Operations Command and Control Element – Horn of Africa), а з 15 травня 2009 року — за аналогічний підрозділ ССО у Транссахарі (англ. Joint Special Operations Task Force Trans – Sahara (JSOTF-TS)).
З 8 квітня 2011 року 10-та група ССО ВМС оперативно підпорядкована командуванню «Африка». Відповідно пункт постійної дислокації групи — Панцер-Казерн, поблизу Беблінгена в Німеччині.